# Janez I. Brederodski
Janez I. Brederodski (* ok. 1370/1372 v Santpoortu, † 26. september 1415 v  Azincourtu je bil  je bil holandski plemič - gospod Brederodski. Ubit je bil v bitki pri Azincourtu v severni Franciji. Bil je visokoplemiški vazal holandskih grofov in laični samostanski brat. 

## Življenjepis
Janez Brederodski je bil sin Reinalda I. Brederodskega  in Jolande Gennepske. Janez je leta 1390 nasledil svojega očeta, ki je umrl tega leta. Nasledil ga je kot sedmi gospodar Brederodski, ker se je Janezov starejši brat Dirk (ali Diederik) odločil za samostansko življenje. Posledično so dedne pravice pripadle Janezu. Leta 1396 se je udeležil vojaškega pohoda Alberta Bavarskega  proti Zahodnim Frizijcem , ki so se uprli grofiji Holandiji. Kasneje, leta 1398, je šel na romanje na Irsko , da bi obiskal grob svetega Patrika. Po tem potovanju je Janez vložil veliko denarja v ustanavljanje kapel in samostanov. Leta 1392 se je poročil z Ivano Abcoudsko. Zakon je ostal brez otrok in leta 1402 sta se oba odločila za vstop v samostan.
Kot klerik se je Janez moral odpovedati Brederodske dediščinske pravice, ki so v veliki meri vsebovale dolgove, ki jih je naredil, da bi plačal »jutrnjo« ali doto Viljemu Abcoudskemu za hčerko Ivano. Vsi ti dolgovi so prešli na njegovega mlajšega brata Walravna. Kot brat laik je vstopil v kartuzijanski samostan  Sint-Jansberg v Zelemu v belgijski provinci Limburg z namenom, da bo preostanek svojega življenja posvetil Bogu. Vendar so se za rodbino Brederodskih kmalu pojavile težave, ko je bil njegov mlajši brat Walraven med obleganjem Gorinchema ujet in ga je Janez V. Arkelski sedem let držal v ujetništvu. Posledično dolgov, ki si jih je nakopal Janez Brederodski, ni bilo mogoče poplačati. 
Njegova najpomembnejša zapuščina iz meniških dni je prevod Des coninx summe iz francoščine v preprosto nizozemščino, prevod, ki velja za zelo izvirno, literarno besedilo, prepleteno z običajnim vsakdanjim jezikom iz srednjega veka, s številnimi srednjenizozemskimi besedami, ki obstajajo samo v tem prevodu.
Viljem Abcoudski , oče Janezove žene Ivane Abcoudske, je umrl 23. maja 1407. Ivanin brat Gijsbreht je umrl že dve leti prej, tako da sta naslova gospodarja Abcoude-ja in Wijka bij Duurstedeja pripadla skrbniku Abcoudejevih otrok Jakobu Gaasbeeškemu. Brederodski je še vedno želel zahtevati ta gospostva kot svojo dediščino in je spomladi 1409 slekel svojo meniško kuto.  Vendar je potreboval tudi svojo nekdanjo ženo, da utemeljil svoje zahteve. Hotel je govoriti z njo, a je to zavrnila, tako da je celo z mečem napadel nune in župnika, ki so mu preprečevali vstop v notranjost samostana in v celico njegove žene. Samostan Wijk bij Duurstede je celo oblegal. Utrechtski škof Friderik Blankenheimski je s svojo vojsko krenil proti njemu in ga ujel ter predal Jakobu Gaasbeeškemu. Janez Brederodski je ostal v ujetništvu do leta 1412. 
Po izpustitvi je odšel v Francijo z namenom, da se pridruži angleški vojski, ki je bila v vojni s Francijo (stoletna vojna). Angleži so ga zavrnili zaradi njegove preteklosti upokojenega meniha. Nato se je ponudil francoskemu kralju in vstopil v francosko službo kot plačanec za 825 funtov Tournai. Na francoski strani je bil ubit v bitki pri Azincourtu v starosti štiriinštiridesetih let.

## Družina in otroci
Leta 1392 se je poročil z Ivano Abcoudsko. Zakon je ostal brez otrok in leta 1402 sta se oba odločila za vstop v samostan oziroma v meniške redove.